# كلية الطب البشري (جامعة الملك سعود)
كلية الطب بجامعة الملك سعود هي إحدى كليات جامعة الملك سعود في مدينة الرياض. أنشئت الكلية في عام 1387هـ الموافق لعام 1967م؛ لتكون الأولى على مستوى المملكة العربية السعودية، وبدأت الدراسة الفعلية بعد ذلك بعامين، وفي العام 1394هـ افتتح القسم الخاص بالطالبات، وأعقبه بعام انضم مستشفى الملك عبد العزيز الجامعي للكلية، بعد ذلك أفتتحت مقرات كلية الطب ومستشفى الملك خالد الجامعي في عام 1401 هـ/ 1981 م للإسهام في العملية التعليمية وتقديم الخدمات الصحية للمرضى.

## تاريخ الكلية
- في عام 1387 هـ أُسست كلية الطب بجامعة الملك سعود كأول كلية طب في المملكة العربية السعودية.
- في عام 1394 هـ افتُتَح القسم الخاص بالطالبات.
- في عام 1396 هـ انضم مستشفى الملك عبدالعزيز الجامعي لكلية الطب بجامعة الملك سعود، وكان يعرف حينها بمستشفى الأمير طلال.
- في 17 ربيع الأول عام 1402 هـ افتَتَح الملك خالد بن عبدالعزيز مقر كلية الطب ومستشفى الملك خالد الجامعي في المدينة الجامعية بالدرعية.

## برنامج البكالوريوس
أُعد وصُمِّم منهج الدراسة في السنتين الأولى والثانية على نظام الوحدات المبنية على أجهزة الجسم، بحيث تغطي كل وحدة معرفية جهازاً من الأجهزة الحيوية بالجسم. يعكف على تصميم هذه الوحدات وتدريسها للطلاب فريق متعدد التخصصات من أساتذة العلوم الأساسية وأطباء إكلينيكيين بتخصصات مختلفة توافق كل وحدة دراسية وما تحتويه من أجهزة حيوية وأعضاء. يحتوي كل أسبوع على مناقشة حالتين مرضيتين في مجموعة نقاش صغيرة، وتركز هذه الحلقات على إعطاء الطالب الحرية الكاملة في اكتشاف ودراسة الحالات بنفسه والوصول إلى أهداف تعليمية ذاتية من كل حالة، يحتوي كل أسبوع على وحدتين للتعلم الذاتي المستقل. إدراج ثلاث مقررات جديدة: «طرق التعليم» في السنة الأولى، و«المهنية الطبية» في السنة الثانية، و«المعلوماتية الطبية» في السنة الثالثة، بالإضافة إلى دورتين تطبيقيتين اختياريتين جديدتين «من تصميم الطلاب» في السنتين الرابعة والخامسة، وإضافة برنامج فعال لاختيار الحالات المرضية المناسبة أو محاكاتها ليتعرض لها الطلاب منذ السنة الأولى، وتصميم نماذج مختبرية جديدة لمختبر المهارات بدقة عالية وبأهداف تعليمية واضحة ومحددة، بحيث يمكن للطالب التمرن على الممارسات الإكلينيكية على أجهزة المحاكاة وعلى الدمى قبل الممارسة على المرضى الحقيقيين. إدراج نظام تعليم إلكتروني فعال وتقييم الطلاب بشكل موحَّد ومبني على مخرجات التعلم. كل الكادر التعليمي المسؤول عن تطبيق الخطة الدراسية دربوا وسيواصلون التدرب على هذا النظام تحت إشراف خبراء محليين ودوليين. يتبقى للطالب بعد السنتين الأولى في الكلية وبعد تجاوزه السنة التحضيرية 3 سنوات فيكون المجموع الدراسي 6 سنوات وينهي مشواره الأكاديمي بعد ذلك بسنة الامتياز وهي سنة تطبيقية 6 أشهر إجبارية بالمستشفيات الجامعية و 6 أشهر من اختيار الطالب.

## الدراسات العليا
تأسس برنامج الدراسات العليا بكلية الطب البشري بجامعة الملك سعود في عام 1404 هـ/ 1984 م، بداية ببرنامج دبلوم طب وجراحة العيون الذي حول فيما بعد ليمنح درجة الزمالة، ومنذ ذلك الوقت تم إنشاء عدد من التخصصات العامة والدقيقة منها على سبيل المثال لا الحصر زمالة جامعة الملك سعود في التخدير وزمالة الأشعة والتصوير الطبي وغيرها. يوجد الآن 46 برنامجاً تدريبياً، 12 برنامج منها بدرجة الزمالة، و2 بدرجة دبلوم، و9 برامج تمنح درجة الزمالة وهي مشتركة مع الهيئة السعودية للتخصصات الصحية و15 برنامج تابع للهيئة السعودية للتخصصات الصحية، و4 برامج للماجستير والدكتوراه و4 عبارة عن برامج دورات تدريبية. وبالتالي تعتبر الكلية بمستشفياتها المُلحقة من أهم المراكز التدريبية الطبية في الخليج العربي والتي اكتسبت سمعة كبيرة حيث يتقدم حاليا لبرامجها العديد من الأطباء العرب وغير العرب من الدول المجاورة والشقيقة.

## البحث العلمي
تأسس مركز بحوث كلية الطب عام 1397 هـ، ومنذ ذلك الوقت سعى لتقديم العون للباحثين وطلبة الدراسات العليا وطلاب وطالبات الكليات الصحية. ويدعم المركز البحوث ذات الصلة بمجال الطب والرعاية الصحية، كما يساهم في تطوير التعليم الطبي بتنظيم ندوات عن الأبحاث والدراسات الجارية وتشجيع الباحثين في المجال الطبي ودعمهم طبياً وعلمياً ومادياً. يحتوي المركز على وحدات مختلفة مثل وحدة المعلومات الطبية والبحث الأدبي الطبي، كما يوفر عدداً من الباحثين المساعدين لتقديم خدمات إحصائية متنوعة تشمل معالجة البيانات الإحصائية وتحليلها، ويحتوي أيضاً على مختبر متخصص لدراسة الأحياء الجزيئية ومختبر لزراعة الخلايا. وتضم كلية الطب ما يزيد عن 12 مركزًا بحثيًا. يعتبر الباحثون في كلية الطب بجامعة الملك سعود من أميز الباحثين في منطقة الشرق الأوسط في تخصصاتهم، ومما يدل على ذلك ما يلي:
- حصل 24 باحثًا من كلية الطب على أفضل 2 % استشهادًا على مستوى العالم في تصنيف ستانفورد.[2]

- سُجلت 43 براءة اختراع خلال العشر سنوات الماضية.[2]

- حققت الكلية المركز رقم 79 على مستوى العالم بين الكليات الصحية والحيوية في تصنيف «التايمز إكس» 2009م.[3][2]
- حصلت الكلية عام 2008م على الجائزة الأولى للنشر العلمي للعشر سنوات الماضية من قاعدة بيانات (سكوباس) العالمية الشهيرة.[2]
- دلت إحصائيات نشرتها لجنة متخصصة في مؤتمر العالم الإسلامي أن هذه الكلية كان لها نصيب حوالي الثلث (المركز الأول في السعودية) من كل الأبحاث الطبية المنشورة في المجالات العلمية المعتبرة.

## المرافق
حظيت كلية الطب بنصيب وافر من التسهيلات الأكاديمية في مباني الجامعة. بالإضافة إلى الكثير من قاعات الاجتماعات والصالات والقاعات، كما تضم الكلية مدرجا مجهزاً بكافة الوسائل السمعية والبصرية يتسع لمائة وخمسين شخصاً، أما المعامل التدريسـية والمختبرات البحثية فلدى الكلية منها ما يزيد عن مائة وأربعين معملا ومختبرا مزودة بكافة التجهيزات وتمديدات الماء والغاز، ويعمل المسؤولون في الكلية بشكل مستمر على تطوير هذه المعامل والمختبرات وتوفير أحدث الأجهزة والمعدات، لها لجعلها قادرة على تلبية احتياجات الطلاب وأعضاء هيئة التدريس والباحثين على حد سواء.

## الأقسام الأكاديمية
تضم الكلية 16 قسم أكاديمي هي:
قسم طب الطوارئ
- قسم التشريح
- قسم التخدير والعناية المركزة
- قسم الكيمياء الحيوية
- قسم الأمراض الجلدية
- قسم طب الاسرة والمجتمع
- قسم الأمراض الباطنية
- قسم النساء والولادة
- قسم الطب وجراحة العيون
- قسم جراحة العظام
- قسم طب الأطفال
- قسم علم الأمراض
- قسم علم الأدوية
- قسم علم وظائف الأعضاء
- قسم الجراحة
- قسم وحدة الأمراض النفسية
- قسم الأشعة والتصوير الطبي

## إدارة الكلية[4]
- الدكتور بندر ناصر الجفن عميد الكلية
- الدكتور بندر بن ناصر الجفن  مكلفا بمهام وكيل الكلية للشؤون الأكاديمية
- الدكتور أيمن عبدالرحمن العياضي وكيل الكلية لشؤون التطوير ومراقبة الجودة
- الدكتور عاصم بن عبدالعزيز الفدا وكيل الكلية للدراسات العليا والبحث العلمي
- الدكتورة هناء محمد البليهي وكيل الكلية للطالبات.

## المستشفيات الجامعية
مستشفى الملك خالد الجامعي
تم افتتاحه عام 1402 ه/ 1982 م في المدينة الجامعية
بالدرعية، واقتصر في بدايته على مجمع عيادات خارجية، ثم تطور مع الوقت ليعمل
بطاقة استيعابية تقارب 800 سرير و20 غرفة عمليات جراحية، ومبنى مستقل
للعيادات يضم 161 غرفة فحص بالإضافة إلى المرافق الأخرى. كما يضم المستشفى
خدمات متكاملة في المخـتبرات الطبية وخدمات الأشعة والصيدلية.
تستقبل المستشفيات الجامعية جميع الحالات التي تحتاج لعلاج متخصص، كما تقبل الحالات
الطارئة مباشرة عن طريق الإسعاف، وتقدم لجميع المرضى خدمات صحية مجانية
على أعلى درجات الكفاءة تشمل الأدوية وجميع الفحوصات الطبية.
مستشفى الملك عبد العزيز الجامعي
أول مستشفى تعليمي بالمملكة العربية السعودية وهو أحد المستشفيات الجامعية التابعة لكلية الطب بجامعة الملك سعود ويضم المستشفى مجموعة من الكفاءات الطبية المتميزة من استشاريين وأطباء وفنيين مختصون في عدة تخصصات بشكل متميز وبخبرات عالمية إضافة إلى وجود التقنية الحديثة المتطورة في أحد أعرق المستشفيات في المملكة العربية السعودية.
يضم المستشفى أقسام تخصصية مثل:
1. قسم طب وجراحة العيون
2. قسم طب وجراحة الأنف والأذن والحنجرة
3. المركز الجامعي للسكري
4. العيادات التخصصية
5. العيادات العامة
6. الخدمات الطبية المساندة

المشاريع التوسعية للمستشفيات الجامعية:
فرضت الأهداف العليا للمستشفيات الجامعية ضرورة التوسع المستمر وإضافة الملمزيد من سبل
الرعاية بالمرضى إلى قائمة خدماتها التي دأبت على تقديمها للجميع، واليوم على أرض الواقع يتم
العمل بالعديد من المشاريع وانضمامها للمدينة الطبية، ومنها:
- توسعة مستشفى الملك خالد الجامعي: تتكون من مبنى بخمس طوابق غير الأرضي والمواقف

السفلية، يحوي عدداً من المرافق والخدمات منها أجنحة للمرضى بسعة 480 سرير، واثنين وثلاثين
غرفة عمليات جراحية، إضافة إلى مراكز متخصصة لطب الأورام، وطب وجراحة الجهاز الهضمي.
- توسعة مستشفى الملك عبد العزيز الجامعي: يتكون المبنى من ثمان طوابق دون الملمواقف السفلية،

ويتسع لمئة وثلاثين سريراً، ويضم عيادات خارجية ومركزاً تعليمياً متكاملاً، إضافة إلى التجهيزات
الأخرى.
- مركز الملك فهد لطب وجراحة القلب: يشتمل على عيادات تخصصية للكبار والصغار، وإسعاف

حالات القلب، وغرف العمليات، إضافة إلى خدمات التصوير الطبي، وملحق به مواقف للسيارات.
مبنى العناية المركزة: يتكون من ثلاث طوابق، ويحوي أسرة العناية المركزة لتخصصات الباطنة
والجراحة والأطفال بسعة 63 سريراً، ويحوي خدمات صيدلية ومختبر خاص به إضافة إلى قاعات
تعليمية.
- مبنى الخدمات المركزية والمواقف متعددة الطوابق: يحتوي مبنى الخدمات على مطبخ مركزي ومطاعم ومكاتب للأطباء، ويتسع مبنى المواقف ذو السبعة طوابق لأكثر من 1500 سيارة.

## اقرأ أيضًا
- وحدة أبحاث الخلايا الجذعية